# Угода про відсотки

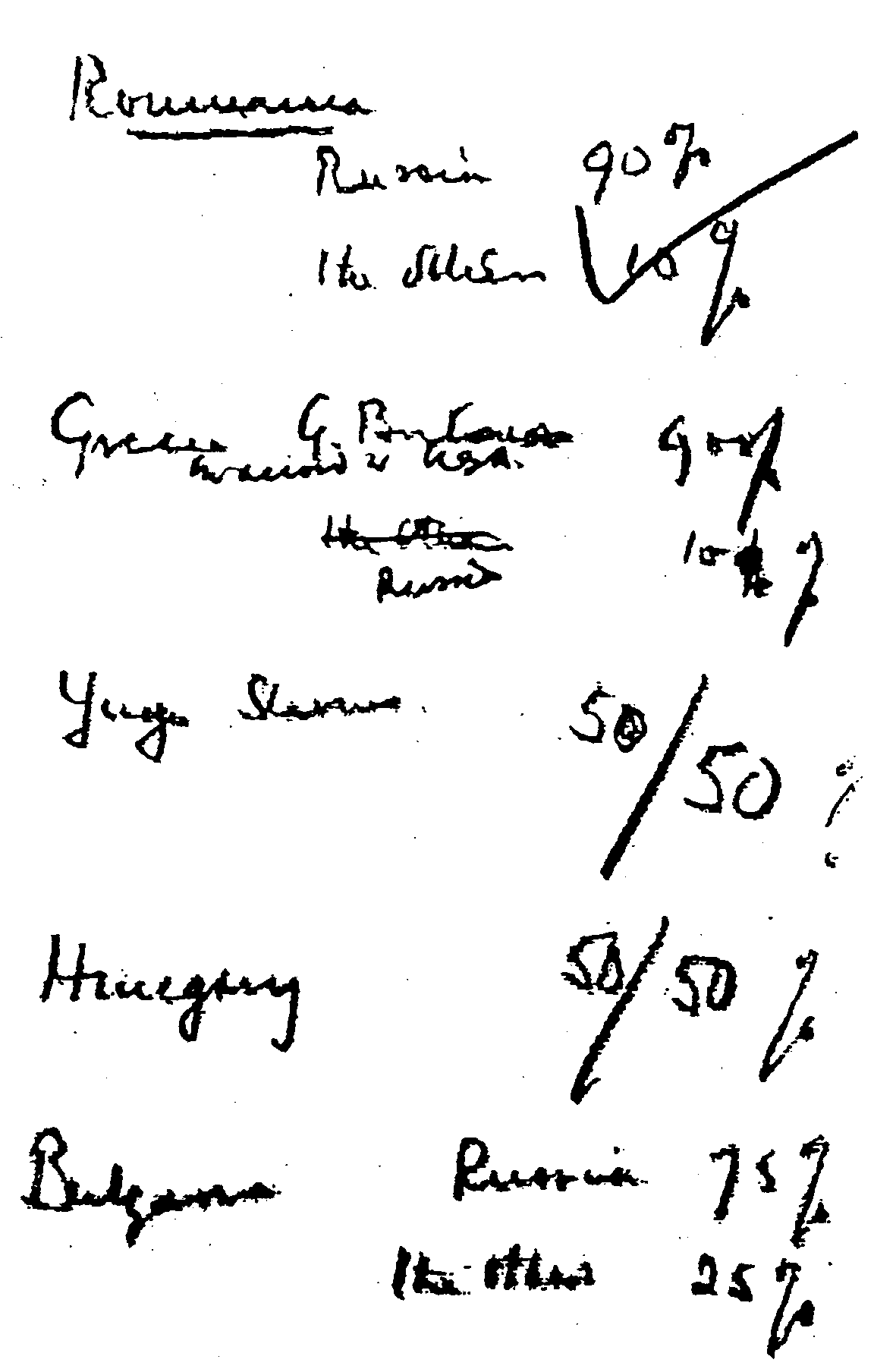
Черчиллівський примірник його таємної угоди зі Сталіним

Угода про відсотки (англ. Percentages agreement) — угода між радянським керівником Сталіним і британським прем'єром Вінстоном Черчиллем під час IV Московської конференції в жовтні 1944 про розподіл деяких європейських країн за сферами впливу. Угоду оприлюднив Черчилль. Посол США, який мав би представляти на цих зустрічах Рузвельта, не був допущеним до цього конкретного обговорення.

## Подробиці
Вінстон Черчилль (а не Сталін) запропонував цю угоду, за якою Велика Британія і СРСР домовилися розділити Європу на дві сфери впливу, де одна країна мала би «панівне становище» в одній сфері, а друга б мала таке переважання у другій. Згідно зі звітом Черчилля про цю подію, він запропонував, щоб Радянський Союз мав 90 відсотків впливу на Румунію і 75 відсотків на Болгарію, Велика Британія б мала 90-відсотковий вплив на Грецію і по 50 відсотків кожна мали би вплив на Угорщину і Югославію. Черчилль написав це на аркуші паперу і відсунув його до Сталіна, який назначив його і передав назад. Результатом цих обговорень стало те, що відсоткові частки радянського впливу в Болгарії і, що більш важливо, в Угорщині було доведено до 80 відсотків.
Черчилль назвав його «непристойним документом».
Що стосується його суті, то канадський історик Гебріел Колко пише:
Мало значення надається тому пам'ятному і драматичному пасажу в автобіографії Черчилля, де згадується, як він і Сталін поділили Східну Європу ... Сталінська «позначка», переведена в реальні слова, не показувала нічогісінько. Вже наступного дня Черчилль направив Сталіну начерк обговорення, і росіянин ретельно викреслив фрази, що наводили на думку про створення сфер впливу — факт, який Черчилль виключив зі своїх мемуарів. Іден старанно уникав цього терміна і розглядав цю домовленість просто як практичну угоду про те, як у кожній із цих країн будуть розв'язуватися проблеми, і вже наступного дня він і Молотов змінили процентні частки так, що вони, як припускав Іден, стали радше довільними, ніж точними.
Подібно про угоду висловлюється британський історик Джефрі Робертс: «Це хороша історія, але, як і багато казок Черчилля, розповідь про це була дещо прикрашеною».
Однак Генрі Баттерфілд Раян твердить, що «Іден і Молотов виторговували собі ці квоти, як тоді, коли б вони торгувалися за килим на базарі, при цьому Молотов намагався — в кінцевому підсумку успішно — урізати цифри Британії».
Сталін частково дотримав своєї обіцянки щодо Греції, але не дотримав відносно Румунії, Болгарії та Угорщини, які стали однопартійними комуністичними державами без будь-якого британського впливу. Югославія стала неприєднаною комуністичною державою з дуже обмеженим радянським або британським впливом. Велика Британія підтримала грецькі урядові сили у громадянській війні, але згідно з угодою Радянський Союз не допоміг комуністичним повстанцям зброєю та військовою підтримкою однак дипломатично підтримував в Радбезі ООН.
Проект цієї угоди, який належало скласти ще в 1944 році, з'явився за дивних обставин, коли його нібито було перехоплено в 1943 році і він потрапив до рук спецслужб іспанського диктатора Франсиско Франко. Це згадував генерал Франсиско Хордана у знаменитій промові, яку він виголосив у квітні 1943 року у Барселоні.
| Країни    | Відсотки СРСР | Відсотки СК |
| --------- | ------------- | ----------- |
| Болгарія  | 75 %          | 25 %        |
| Греція    | 10 %          | 90 %        |
| Угорщина  | 50 %          | 50 %        |
| Румунія   | 90 %          | 10 %        |
| Югославія | 50 %          | 50 %        |